# Uspavanka za zmajčke
Uspavanka za zmajčke je sodobna pravljica. Avtorica pravljice je Zvezdana Majhen, slovenska mladinska pesnica, vzgojiteljica in psihologinja. Pravljica pripoveduje o zmajčkih, ki nobeno noč niso mogli spati in so razgrajali, dokler niso dobili prave uspavanke.

## Glavna literarna oseba
Trije zmajčki so glavne literarne osebe, ki so še otroci, se radi igrajo in zabavajo. Ker se je njihova družina preselila iz Dežele pravljic v Deželo resničnosti, so se zmajčki morali privaditi na novo življenje.

## Simbol zmaja
V vzhodnih kulturah zmaj simbolizira srečo. Na zahodu pa je za razliko v pravljicah vedno upodobljen kot zlobni zmaj, katerega mora premagati dobri princ, da pride do lepe kraljične. Na vzhodu zmaji veljajo za junake, na zahodu pa zlobne pošasti. V pravljicah so zmaji največkrat prikazani kot veliki zlobni ogenj-bruhajoči stvori z velikimi zobmi in po navadi v službi zlobnih čarovnic. Vedno so inteligentni in ubogajo ukaze.
Simbol zmaja v krščanstvu pomeni zlobno osebnost, zaradi povezovanja s hudičem (razširjeno predvsem v Evropi). Poganska razlaga simbolizira zmaja kot zaščitnika (pripisujejo mu moč in zvitost), primer je valižanski zmaj Y Ddraig Goch (dobesedno rdeči zmaj), ki nastopa tudi v državni zastavi Walesa. Današnji grbi z zmaji izhajajo iz heraldičnega simbola, ki se je sprva pojavil na ščitih srednejveških vitezov.

## Pomen glavne literarne osebe
Zmajčki so cele noči razgrajali naokoli, se obmetavali s storži in kričali. Druge živali zaradi malih razgrajačev niso mogle spati in so se začele pritoževati. Starša zmajčkev sta bila zaradi njihovega razgrajanja čisto obupana in nista vedla kaj storiti, saj nista bila navajena življenja v Deželi resničnosti. Živali niso mogle več zdržati nočnega hrupa, zato so zahtevale, da se družina Zmajevih odseli, če v treh dneh zmajčki ne bodo dali miru.

## Stranske osebe
- Zmaj
- Zmajevka
- Miška
- Sova
- Polž
- Zajec

## Vsebina pravljice
Nekoč sta bila Dežela pravljic in Dežela resničnosti skupaj povezani, a neke noči, ko je bila družina Zmajev na obisku pri Kuščarjevih v Deželi resničnosti, je med deželama zrasla nevidna do neba segajoča meja. Družina Zmajevih se ni mogla več vrniti domov, zato so svoj novi dom postavili v Praprotnem gaju. Kmalu so se na novo življenje v Deželi resničnosti privadili, samo še otroci niso hoteli spati. Beseda spati se jim je zdela tako čudna in četudi so se trudili, nobene noči niso mogli zaspati. Ko sta starša zaspala so stekli na bližnjo livado in kričali ter se igrali celo noč. Živali so se začele pritoževati zaradi nočnega hrupa in kmalu sta za otrokovo ponočevanje izvedela tudi starša. Odšla sta k modri Sovi in jo vprašala za nasvet. Sova jim je povedala, da otroci pred spanjem potrebujejo uspavanko. Zmaj in Zmajevka sprva nista vedela kaj je to uspavanka, sova jima je le povedala, da se rodi iz ljubezni. Prosila sta za pomoč Miško, ki je prišla zvečer in zmajčkom zapela svojo uspavanko za miške. A zmajčki so po Miškini hitri uspavanki postali še bolj zbujeni in spet so se odšli igrat. Zmaj in zmajevka sta potem prosila za pomoč Polža, ki je zmajčkom naslednjo noč zapel njegovo uspavanko za polže. A zmajčkom tudi ta uspavanka ni pomagala, ker je bila tako počasna so se začeli norčevati in se smejali ter se spet odšli igrat. Živali so se spet pritožile in zahtevale, da se družina Zmajevih odseli, če v treh dneh ne bo nočnega miru. Zmaj in Zmajevka sta bila že čisto obupana, pila sta čaj in poslušala Zajca, ki je igral na gozdno travo. Bilo je zelo lepo in Zmaj je dobil idejo, da se nauči igrati na gozdno travo in tako mogoče lahko uspava zmajčke. Do večera se je že naučil in starša sta odšla v sobo zmajčkev ter jim zaigrala in zapela uspavanko za zmajčke. Otroci so zaspali in celo luna je ob tako nežni uspavanki pozabila nadaljevati svojo pot.

## Interpretacija
Glavni motiv pravljice je motiv razgrajanja zmajev. Sporočilo pravljice je, da morajo biti otroci pridni in zvečer iti v posteljo ter zaspati. Da lažje zaspijo, jim zapojemo uspavanko, ki jih popelje v sladke sanje. Dežela resničnosti se v pravljici loči od Dežele pravljic, kar pomeni, da naše življenje ni pravljica, temveč resničnost.

## Motivsko tematske povezave
Ostale zgodbe iz slovenske književnosti, v katerih nastopa motiv zmaja:
- Zmaj Tolovaj
- Zmaj Lakotaj z Ljubljanskega gradu
- Zmaj močeraj
- Zmajček razgrajaček
- Varuh obale
- Pogašeni zmaj
- Zaljubljeni zmaj
- Zmajček Jami v Postojnski jami
- Plahi zmaj
- Pošastno
- Zlatolaska in zmaj
- Zmaji iz našega mesta
- Prijazni zmaj Zumi
- Anin zmaj
- Zmaj Direndaj
- Petelin in zmaj